# Sina Ring
Sina Ring (3 juni 1840 - Bærum, 11 december 1896) was een Noors pianiste.

## Levensloop
Hanna Jensine Ring werd geboren als oudste kind van tien binnen het gezin van boerderij-eigenaar Jens Ring (1815-1874) en Barbra Winsnes (1816-1906). Ze was via haar moeder kleindochter van de schrijfster Hanna Olava Winsnes, geboren Strøm. Ook haar nicht Barbra Ring (1870-1966) was schrijfster. Ze huwde Thorvald Hansen Løkeberg en kreeg met hem drie kinderen. Na haar dood werd ze begraven op de begraafplaats nabij Haslum kirke in Bærum.

## Carrière
Sina Ring genoot haar opleiding in Duitsland.
Enkele concerten:
- 15 oktober 1879: samen met Wilhelm Kloed en Marie Dührendahl; ze speelde werken van Robert Schumann en Franz Liszt
- 29 april 1880: eigen affiche met Ida Basilier-Magelssen in Bergen in een liederenavond met solostukken voor Ring
- 15 oktober 1881: Concert met Christine Heyerdahl en Agathe Backer-Grondahl, ze speelde een werk van Frédéric Chopin (andante spinato et polonaise)
- 8 oktober 1893: concertavond met Elisabeth Hals Andersen